# Condylostylus brevilamellatus
Condylostylus brevilamellatus är en tvåvingeart som beskrevs av Octave Parent 1929. Condylostylus brevilamellatus ingår i släktet Condylostylus och familjen styltflugor.
Artens utbredningsområde är Puerto Rico. Inga underarter finns listade i Catalogue of Life.